# إدوارد موحا
إدوارد موحا، أو إدواردو موحا، ولد محمد الركيبي، سياسي مغربي وناشط وكاتب من أصل صحراوي، من فصيل أولاد طالب من قبيلة الركيبات.

## سيرته
في عام 1969 ، أسس في الرباط واحدة من أولى حركات المقاومة ضد إسبانيا في الصحراء الغربية، وهي الحركة الثورية للرجال الزرق ، المدعومة من الحكومة المغربية والتي كانت تحارب الاحتلال الإسباني في الصحراء الغربية.
استقر في الجزائر لفترة من الزمن، ثم غادرها متوجهاً إلى باريس عام 1973، لرفضه لسياسة الرئيس هواري بومدين. في عام 1975، انضمت حركته الثورية إلى القوات المسلحة المغربية ضد جبهة البوليساريو، التي كانت تدعمها الحكومة الجزائرية. عشية المسيرة الخضراء، اندمجت حركة الرجال الزرق في جبهة التحرير والوحدة، حيث جمعت الحركات الصحراوية الموالية للمغرب. في عام 1975، في باريس، نجا إدوارد موحا من محاولة اغتيال من قبل المخابرات الجزائرية.[بحاجة لمصدر]
إدوارد موحا هو أحد اللاعبين الرئيسيين في قضية الصحراء ومؤيد مخلص للسياسة المغربية فيما يتعلق بأرض وطنه. منذ عام 1975، ترأس AOSARIO (جمعية شعب الصحراء الغربية)، التي ناضلت من أجل حقوق المغرب في الصحراء الأطلسية وكانت تهدف إلى إسماع صوت الصحراويين المغاربة للمنظمات الدولية وصناع القرار الغربيين.
هو مؤلف العديد من الأعمال :
- صحراوي ينتفص، ألبين ميشيل، باريس 1983.
- مرتزقة من بلد خيالي، الباتروس، باريس 1984.
- الصحراء الغربية أو حرب بومدين القذرة، أد. جان بيكوليك، باريس، 1990.
- العلاقات الإسبانية المغربية، مالقة، 1992.
- ثلاثون عاما من العلاقات الجزائرية المغربية، الحقائق المخفية، سيبيج، باريس 1993.
- تاريخ العلاقات الفرنسية المغربية، تحرير. جان بيكوليك، 1995.
- العلاقات الإسبانية المغربية، الضيف، الدار البيضاء، 1996